# Adunarea Națională Provizorie pentru Austria Germană
Adunarea Națională Provizorie pentru Austria Germană (în germană Provisorische Nationalversammlung für Deutschösterreich, inoficial și Adunarea Națională din Viena, Wiener Nationalversammlung) a fost primul parlament al statului Austria Germană.